# (35301) 1996 XE
(35301) 1996 XE est un astéroïde de la ceinture principale d'astéroïdes découvert en 1996.

## Description
(35301) 1996 XE a été découvert le 1er décembre 1996 à l'observatoire de Nihondaira, un observatoire astronomique qui se trouve sur une colline surplombant Shimizu-ku à Shizuoka au Japon, par Takeshi Urata.

### Caractéristiques orbitales
L'orbite de cet astéroïde est caractérisée par un demi-grand axe de 2,81 ua, un périhélie de 2,66 ua, une excentricité de 0,05 et une inclinaison de 6,71° par rapport à l'écliptique. Du fait de ces caractéristiques, à savoir un demi-grand axe compris entre 2 et 3,2 ua et un périhélie supérieur à 1,666 ua, il est classé, selon la JPL Small-Body Database, comme objet de la ceinture principale d'astéroïdes.

### Caractéristiques physiques
(35301) 1996 XE a une magnitude absolue (H) de 14,8 et un albédo estimé à 0,068.